# Budești, Maramureș
Budesti là một xã thuộc hạt Maramureș, România. Dân số thời điểm năm 2002 là 3497 người.